# Metal Warriors
Metal Warriors est un jeu vidéo de plates-formes-action développé par LucasArts puis édité par Konami en 1995 sur Super Nintendo uniquement en Amérique du Nord.

## Scénario
En 2102, le Gouvernement Uni Terrien (« United Earth Government (UEG)») subit un siège de l'Axe de l'Ombre (« Dark Axis ») dirigée par le dictateur Venkar Amon. Des soldats d'élites défendent la Terre à l'aide de mecha d'où le nom Metal Warriors. Parmi eux, le lieutenant Stone doit accomplir plusieurs missions à haut risque.

## Système de jeu
Le jeu est composé de 9 missions. En fonction des niveaux, les mecha] Nitro, Havoc, Prometheus, Spider, The Ball, and Drache sont sélectionnables. Le joueur peut s'éjecter de son mecha, et piloter d'autres mechas rencontrés au cours des niveaux. Il y a un mode à deux joueurs.
Une des particularités du jeu vient du fait qu'il a été conçu par une société américaine, dans un genre largement dominé par le marché japonais.